# Pholcus ponticus
Pholcus ponticus is een spinnensoort uit de familie trilspinnen (Pholcidae). De soort komt voor van Bulgarije tot Kazachstan.